# Waqf
Le waqf ou wakf (arabe : ﻭﻗﻒ pl. : awqaf أوقاف) ou vakıf (en turc, pl. evkâf), ou wakf-alal-aulad, est, dans le droit islamique, une donation faite à perpétuité par un particulier à une œuvre d'utilité publique, pieuse ou charitable, ou à un ou plusieurs individus. Le bien donné en usufruit est dès lors placé sous séquestre et devient inaliénable. Au Maghreb, le waqf est appelé habs (en arabe : ﺣﺒﺲ  pl. : houbous الحبوس).
Si la zakât (زَكَاة  « l'aumône ») est obligatoire pour tout musulman solvable, le waqf, dont la possibilité n'est évidemment offerte qu'aux seuls possédants, est facultatif. Il procède en tout cas, dans le droit traditionnel, du même esprit de subordination de l'usage de la propriété privée au bien général de la Cité. Dans tous les cas, il s'agit d'une obligation charitable (Coran, v. 92, s. 3).

## Forme du waqf
Le waqf donne à un ou plusieurs individu(s) l’opportunité de financer un ou plusieurs bénéficiaire(s) grâce aux profits générés par les biens détenus par les actifs mis en waqf.
Un administrateur du waqf est appointé par le fondateur du waqf afin que celui-ci se charge de distribuer un montant fixe des revenus des biens mis en waqf sur une base régulière.
Il existe plusieurs formes de waqf en fonction de la nature du ou des bénéficiaires.
- Lorsque les bénéficiaires sont d’une nature caritative, religieuse, sociale, philanthropique, on parle alors de waqf khayrî (waqf charitable ou public)
- Quand les bénéficiaires sont des individus de la famille ou non du fondateur, on parle de waqf dhurrî ou waqf ahlî (waqf privé ou waqf familial)
- On peut également avoir des waqf avec des bénéficiaires individuels et des œuvres charitables ou publiques. On parle alors de waqf mushtarak (waqf mixte)

Il est important de relever que toutes les formes de waqf ont une vocation à caractère charitable à long terme. En effet, au décès du dernier bénéficiaire (vivant) du waqf, comme il n’y a plus de bénéficiaire individuel vivant, les profits sont distribués à une œuvre charitable.

## Histoire

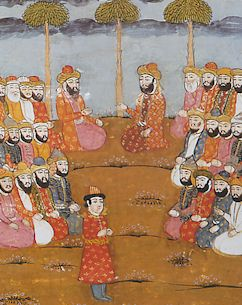
Mahomet à Médine parmi ses compagnons, Miniature anonyme non datée (école persane ? XVe-XVIe s. ?)

Selon diverses traditions (ahadith), Mahomet lui-même, à Médine, aurait encouragé ses premiers disciples à effectuer des donations de cette nature.
En témoigne la réponse faite à l'un de ses compagnons, Omar ibn al-Khattâb, qui l'interrogeait pour savoir comment il devait utiliser une terre qu'il avait acquise, et s'il fallait la donner en aumône : Mahomet lui conseilla d'immobiliser le fonds et de donner en aumône le produit qu'il en retirerait. 
La pratique des donations waqf a commencé à se répandre après la mort de Mahomet et s'est progressivement généralisée. Il pouvait s'agir de dons de terres, voire de grands domaines, de jardins, mais aussi de maisons d'habitation, de boutiques, de fours, de bains, de pressoirs, d'écuries, de caravansérails, d'auberges, etc.

## Statut juridique
Juridiquement, le waqf  constitue une  catégorie à part entre la terre de kharâdj (propriété domaniale), et la propriété melk ("privée"). Les awqaf sont des biens religieux de  mainmorte, immobilisés et frappés de séquestre au profit des fondations créées dans un but pieux ou d'utilité publique". Le bien ou l'ensemble des biens waqf d'une région ou d'une même fondation est, de par sa nature même, doté de la personnalité civile.
Donation faite à perpétuité, inaliénable, le waqf demeure toutefois la propriété du donateur (waqif) durant sa vie, et fictivement après sa mort. Le waqf peut en outre être à usage différé, c'est-à-dire être affecté à une œuvre charitable à venir, ce qui n'est pas loin de constituer une innovation juridique condamnable (bid'a), autrement dit un stratagème pour tourner la loi... Dans tous les cas, il est conseillé de constituer la donation devant le cadi. Le waqf doit être géré par un administrateur qui doit utiliser les profits de la fondation conformément aux volontés des donateurs. Cet administrateur peut être le cadi, la personne qu'il aura nommée à cet effet, voire celle qu'aura désigné le donateur.
D'un strict point de vue juridique, si la redistribution des revenus est clairement établie par le donateur, les juristes des différentes écoles ne s'accordent cependant pas sur le statut de la nue propriété. Selon Abou Hanifa et les mâlékites, elle continue d'appartenir au donateur et à ses héritiers, mais ils ne peuvent pas en disposer. Suivant Ibn Hanbal, au contraire, la propriété devrait revenir aux bénéficiaires de la fondation. De leur côté, les tenants de l'école shâfi'ite, rejoints plus tard par les hanéfites, considèrent que la propriété du waqf, "sacralisée" par la donation qui en est faite, appartient tout simplement à Dieu.
À l'origine, le waqf ne s'appliquait qu'aux biens immeubles. Une controverse s'est ensuite développée à propos des biens meubles : faisaient-ils ou non partie de la donation ? Y étaient-ils attachés juridiquement ? La question était d'importance, car elle concernait le mobilier courant et professionnel, les outils, et même les esclaves attachés au fonds... Abou Hanifa ne le pensait pas, mais ses disciples ne l'ont pas suivi et se sont trouvés, à quelques nuances près, en fonction des coutumes locales, en accord avec les tenants de l'école malékite qui assuraient que les biens meubles faisaient partie du waqf. C'est l'opinion qui a généralement prévalu. Pour certains jurisconsultes, le waqf pouvait même être constitué à partir de métaux précieux tels que de l'or ou de l'argent. Sous les abbassides, les cadis locaux administraient ces biens communautaires.
Au fil des décennies, des siècles et de la pratique, parallèlement au waqf kayrî (ou "public"), conforme aux intentions originelles, on a vu apparaître le  waqf ahlî (ou "familial"), substitution héréditaire qui, en permettant la désignation d'usufruitiers intermédiaires, était, au sens juridique, un détournement de l'essence même de la donation. En effet, en droit musulman traditionnel, on ne peut disposer librement que du tiers net de tous ses biens. Or, en créant un waqf et en ayant la possibilité légale d'en désigner lui-même le premier bénéficiaire (dont lui-même dans le rite hanéfite), le donateur pouvait soit privilégier l'un de ses enfants en lui accordant un majorat (par exemple un garçon par rapport à une fille, celle-ci devant toutefois être assurée d'une sorte de pension alimentaire à vie si elle est sans ressources), un aîné par rapport à un cadet, ou bien encore rétablir un  équilibre entre des enfants, dont l'un pourrait avoir été avantagé (études longues et coûteuses, installation d'un commerce, achat d'une terre, etc.) Il s'agissait donc bel et bien d'un contournement de la législation en matière de successions. Le tout avec l'avantage du secret le plus absolu, puisque la fondation ne devenait connue qu'après le décès du donateur, évitant ainsi toute contestation de son vivant par les proches concernés.

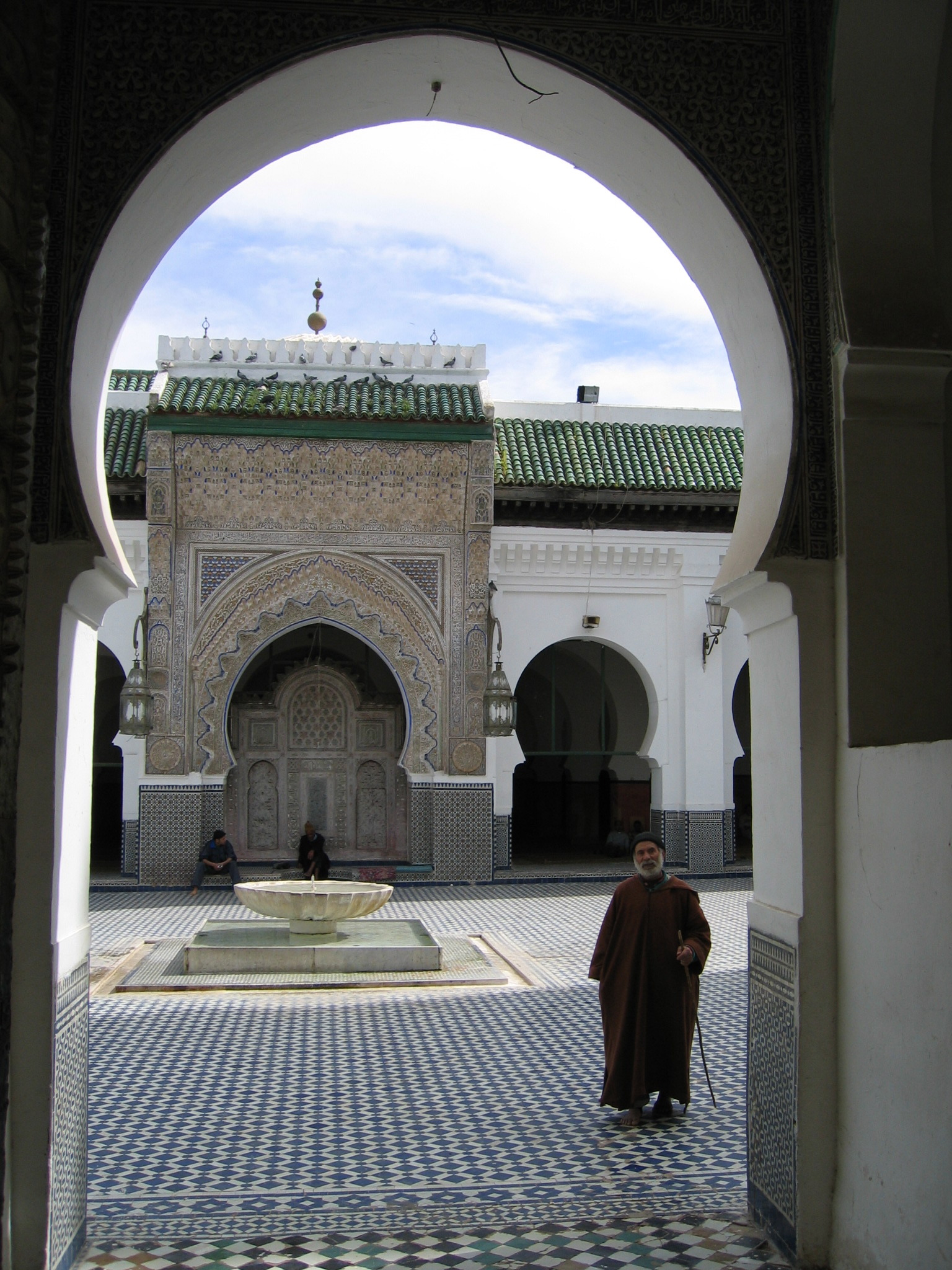
Fès : Mosquée Qaraouiyine

On ne s'étonnera pas, dans ces conditions, que les awqaf se soient développés dans le monde musulman. On note par exemple au Maroc, en 245 AH, à l'époque idrisside, la reconstruction et l’élargissement de la mosquée Qaraouiyine de Fès par Fatima El Fihria. Suivant les régions ou les pays, des adaptations ont été nécessaires pour concilier l'usage des awqaf avec les coutumes locales ou nationales, en particulier lors de l'expansion de l'empire ottoman aux XVe et XVIe siècles.

## Importance des awqaf dans le monde musulman
C'est surtout à partir du Ve siècle de l'Hégire que les awqaf ont pris une grande ampleur dans tout le monde arabo-musulman. Ils concernent des fondations religieuses (mosquées, zaouïas), des madrasas, des hôpitaux, et des donations diverses (terres, bâtiments, etc.)

Décrivant l'œuvre des Mamelouks turcs d'Égypte depuis le règne de Salâh ad-Dîn, Ibn Khaldoun explique que ceux-ci, inquiets pour leurs descendants, avaient effectué de nombreuses fondations, parmi lesquelles des collèges, et qu'ils avaient désigné leurs enfants pour les administrer. 

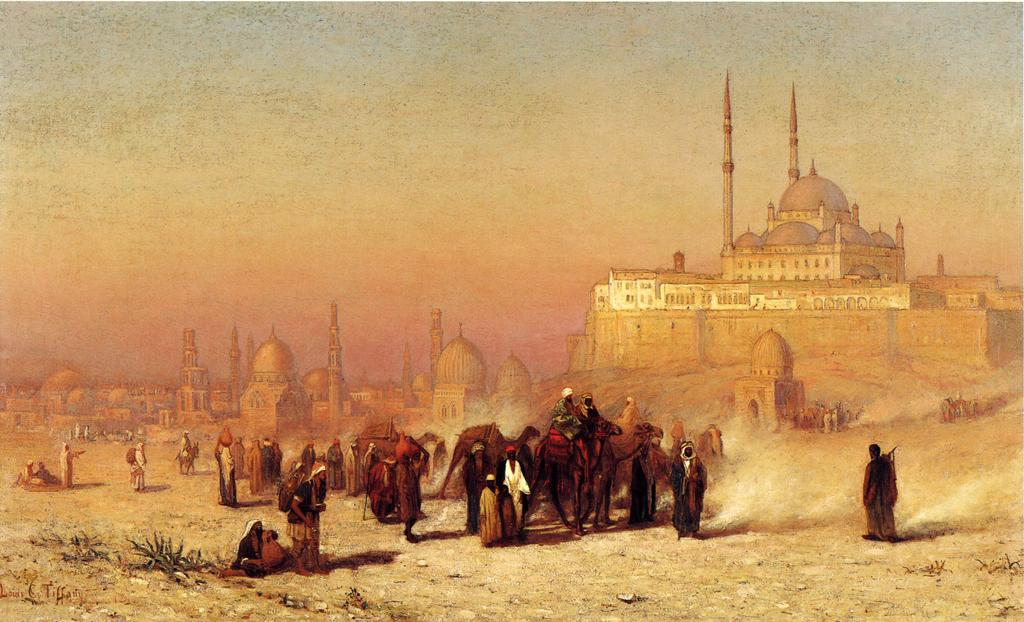
Mosquée au Caire et tombeaux de Mamelouks

Les biens waqf se multiplièrent. Ibn Khaldoun précise : "Les maîtres et les étudiants en firent autant à cause des traitements attachés à ces organismes. Aussi y venait-on, d'Irâq et du Maghreb, pour y faire ses études. Les marchés du savoir y étaient très fréquentés et l'océan des connaissances coulait à pleins bords." Si bien que lorsque l'Égypte fut occupée par des étrangers, l'enseignement traditionnel put y subsister grâce aux fondations des Mamelouks et de ceux qui les avaient imités. 
En Espagne musulmane, à l'apogée de la dynastie omeyyade, dans la seule cité de Cordoue, on dénombrait de nombreux hôpitaux et écoles  issus de awqaf. Ces fondations permirent de financer, entre autres, les travaux scientifiques et médicaux d'Ibn-Rushd (Averroès), d'Ibn Sînâ (Avicenne) et de l’ophtalmologue Ali Ibn Isa, puisque, comme à peu près dans toutes les medersas, les étudiants étaient pris en charge par le waqf.   
Ailleurs, les fonds de awqaf ont été utilisés, par exemple, pour la construction de l’hôpital et de l’école de médecine à Fustat en Égypte en 875, du complexe médical Mouristân à Bagdad et l’hôpital Mansouri, pour les bénéfices desquels Ibn an-Nafis – celui qui découvrit le système circulatoire – donna sa maison et sa bibliothèque comme waqf.
En Perse, à Ispahan, à Hérat, ainsi qu'à Boukhâra et Samarquand, de même que dans l'Inde, des fondations identiques avaient été effectuées.

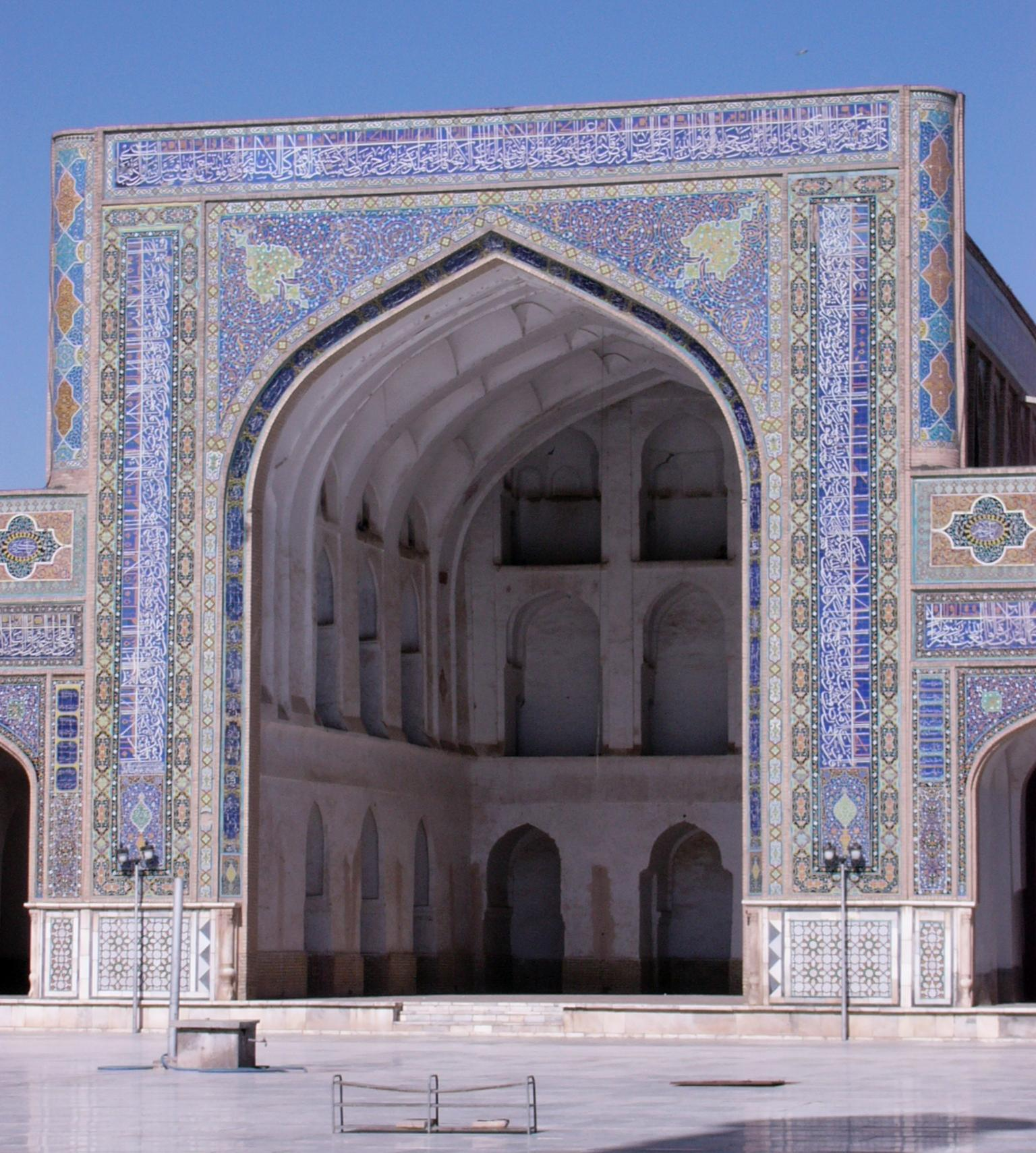
Grande mosquée de Hérat (Masjid-e Djuma)

Une grande partie des donations concernait aussi des terres.
Dans l'empire ottoman, les waqfs occupaient les trois quarts des surfaces cultivées ; en Algérie, au milieu du XIXe, la moitié ; en Tunisie le tiers. En Égypte, en 1935, les waqfs représentaient 14,3 % des terres cultivables, qui ne profitaient pourtant qu'à 0,5 % de la population. C'étaient ainsi environ 300.000 hectares de terres cultivables qui étaient devenus inaliénables sous forme de majorats. Le budget total du ministère chargé de leur gestion était à ce moment de 1,57 million de livres égyptiennes, la famille royale tirant de ses waqfs personnels un bénéfice annuel un peu supérieur à un demi million de livres égyptiennes. 
Au-delà de son aspect économique, le système du waqf avait déjà fait l'objet de vigoureuses critiques d'ordre religieux. C'est ainsi qu'à la fin du XVIIIe siècle, Ibn 'Abd al-Wahhab, fondateur de la doctrine réformiste portant son nom, s'était montré  d'une grande sévérité à l'égard des dérives en la matière : en même temps qu'il condamnait violemment le chi'isme et le soufisme, il dénonçait l'innovation consistant à effectuer des donations  en faveur des confréries religieuses et des zâwiya (mosquées et lieux de réunion des confréries, aussi appelés « marabouts » au Maghreb).
La colonisation, comme en Inde ou en Algérie, l'établissement de protectorats, en Tunisie, puis au Maroc et ensuite au Moyen-Orient, ont eu pour effet, entre autres, d'imposer le français et l'anglais comme langues administratives et d'enseignement au détriment de l'arabe. Nombre d'écoles, et d'universités  issues de waqfs, et par conséquent autonomes financièrement, ont assumé la charge de la formation des imams et l'enseignement de l'arabe. Ces établissements, parmi lesquels les célèbres universités al-Azhar au Caire, Darul Uloom Deoband à Deoband (en) (Inde), al-Zitouna à Tunis, ont été des foyers de résistance à la colonisation, et ont largement contribué à former les cadres des mouvements réformistes et nationalistes.

## Situation actuelle du waqf
En fonction des circonstances politiques et économiques, de la laïcisation progressive de certaines législations (notamment les réformes du droit des successions), le statut des awqaf a considérablement évolué, d'autant que, souvent, dans certains pays, il apparaissait comme un frein considérable aux réformes agraires.
Dans l'ex-URSS, les awqaf ont très tôt été supprimés, comme dans la quasi-totalité des États des Balkans et en Tunisie.
En Israël, une loi de 1965, extension de la loi sur la propriété des absents, permet à l’État de confisquer les biens détenus par les waqfs.
Ailleurs, la gestion est variable suivant les pays. Elle peut être exercée par un département ministériel spécifique (Algérie, Maroc, Autorité palestinienne, par exemple), une administration centrale (Égypte, Syrie, Liban, Jordanie, Irak, Iran), ou des administrations provinciales comme en Libye et Arabie saoudite. En  Afghanistan, en Indonésie, au Pakistan et au Yémen, la gestion semble être locale ou s'effectue dans le cadre d'une madrassa.
Le waqf a pu prendre, et conserver aujourd'hui, une forme monétaire. Tel était le cas dans l'empire ottoman, où il avait une fonction de caisse de solidarité, ce qui a conduit, en 1954, à la création d'une banque spécifique des awqaf en Turquie (Vakýflar Bankasý). Celle-ci peut notamment émettre des obligations garanties par l'État. De la même façon, la Fondation mondiale pour le waqf, par le biais de la Banque islamique de développement est habilitée à recevoir des dons et à gérer des biens.

## Conférence des ministres des awqaf
En mai 2009, la 8e conférence des ministres des Awqaf et des Affaires islamiques a réuni à Jeddah (Arabie saoudite) les représentants de 62 pays musulmans (y compris ceux qui ne possèdent plus de awqaf). Cette conférence avait pour objet d'examiner plusieurs sujets se rapportant au rôle des ministères chargés des Affaires islamiques, des awqaf et de l'orientation dans la garantie de la paix intellectuelle. Les participants se sont en outre penchés sur la mise à niveau des mosquées, le renouveau dans la pensée islamique, les constantes du discours religieux, les fonctions de la prédication, le dialogue entre les religions et les cultures, le juste milieu comme mode de vie, et l'évangélisation dans les pays musulmans.